# Centrale hydroélectrique de Tyssedal
La centrale hydroélectrique de Tyssedal est un ensemble d'installations hydroélectriques et un musée situé à Tyssedal, dans la commune d'Odda, comté de Hordaland, Norvège.